# National Trust for Scotlands ejendomme
Dette er en liste over National Trust for Scotlands ejendomme, som inkluderer kulturelle byggede eller naturlige steder, der drives af National Trust for Scotland.

## Aberdeen and Grampian
- Castle Fraser, Garden & Estate
- Craigievar Castle
- Crathes Castle, Garden & Estate
- Drum Castle, Garden & Estate
- Fyvie Castle
- Haddo House
- Leith Hall, Garden & Estate
- Mar Lodge Estate & Mar Lodge
- Pitmedden Garden

## Angus
- Angus Folk Museum
- Barry Water Mill
- Finavon Doocot
- House of Dun & Montrose Basin Nature Reserve
- J. M. Barrie's Birthplace, Kirriemuir

## Argyll, Bute and Loch Lomond
- Arduaine Garden
- Ben Lomond
- Bucinch & Ceardach
- Crarae Garden
- Geilston Garden, Cardross
- Hill House, Helensburgh
- Tighnabruaich Viewpoint

## Ayrshire and Arran
- Bachelor's Club
- Brodick Castle, Garden & Country Park
- Culzean Castle & Country Park
- Goatfell
- Robert Burns Birthplace Museum
- Souter Johnnie's Cottage

## Central Scotland
- Alloa Tower
- Bannockburn
- Ben Lawers National Nature Reserve
- Cunninghame Graham Memorial
- Dollar Glen
- Menstrie Castle
- Moirlanich Longhouse
- The Dunmore Pineapple

## Dumfries & Galloway
- Broughton House & Garden
- Bruce's Stone
- Grey Mare's Tail Nature Reserve
- Murray Isles
- Rockcliffe
- Thomas Carlyle's Birthplace
- Threave Castle & gardens
- Venniehill

## Edinburgh & the Lothians
- Caiy Stane
- Gladstone's Land
- House of the Binns
- Inveresk Lodge Garden
- Malleny House and Garden
- Newhailes
- No 28 Charlotte Square
- Preston Mill & Phantassie Doocot
- Georgian House

## Fife
- Balmerino Abbey
- Falkland Palace, Garden & Old Burgh
- Hill of Tarvit Mansionhouse & Garden
- Kellie Castle & Garden
- The Royal Burgh of Culross

## Greater Glasgow and Clydesdale
- Black Hill
- Cameronians' Regimental Memorial
- David Livingstone Centre
- Greenbank Garden
- Holmwood House
- Hutchesons' Hall
- Kittochside, The Museum of Scottish Country Life
- Parklea, Port Glasgow
- Pollok House
- Tenement House (Glasgow)
- Weaver's Cottage

## Inverness, Nairn, Moray & The Black Isle
- Boath Doocot
- Brodie Castle
- Culloden
- Miller House og Hugh Miller's Cottage[1]

## Lochaber
- Glencoe & Dalness
- Glenfinnan Monument

## Northern Isles
- Fair Isle
- Jordområder på øerne Unst og Yell

## Perthshire
- Branklyn Garden
- Craigower
- Dunkeld
- Killiecrankie
- Linn of Tummel
- The Hermitage

## Ross-shire
- Balmacara Estate & Lochalsh Woodland Garden
- Corrieshalloch Gorge National Nature Reserve
- Falls of Glomach
- Inverewe Garden
- Kintail & Morvich
- Shieldaig Island
- Strome Castle
- Torridon
- West Affric

## Scottish Borders
- Harmony Garden, Melrose (National Trust for Scotland)
- Priorwood Garden and Dried Flower Shop
- Robert Smail's Printing Works
- St Abb's Head National Nature Reserve

## West Coast Islands
- Burg, Isle of Mull
- Canna & Sanday
- Iona
- Macquarie Mausoleum
- Mingulay, Berneray & Pabbay
- St Kilda World Heritage Site
- Staffa National Nature Reserve